# Royal Aircraft Factory S.E.5
Royal Aircraft Factory S.E.5 var ett brittiskt stridsflygplan av biplanstyp i tjänst under första världskriget.